# Hotel Transylvania 2. – Ahol még mindig szörnyen jó
A Hotel Transylvania 2. – Ahol még mindig szörnyen jó (eredeti cím: Hotel Transylvania 2) 2015-ben bemutatott amerikai 3D-s számítógépes animációs film, amely a 2012-es Hotel Transylvania – Ahol a szörnyek lazulnak című animációs mozifilm folytatása. A rendezője Genndy Tartakovsky, a producere Michelle Murdocca, a forgatókönyvírói Adam Sandler és Robert Smigel, a zeneszerzője Mark Mothersbaugh. A mozifilm a Sony Pictures Animation gyártásában készült, a Columbia Pictures forgalmazásában jelent meg. Műfaját tekintve fantasy film és filmvígjáték.
Amerikában 2015. szeptember 25-én, Magyarországon 2015. október 8-án mutatták be a mozikban.

## Cselekmény
Drakula, a világ legismertebb vámpírja szállodát üzemeltet az erdélyi havasokban, ahol immár az emberek is nyugodtan pihenhetnek. Mavis és vőlegénye, Jonathan összeházasodnak, s nemsokára születik egy kisfiuk, Dennis. Közeledik az ötödik születésnapja, s Drakula fél, hogy unokája nem rendelkezik vámpírképességekkel. Mavis meghívja nagyapját, Vladot fia születésnapjára, ám az öregnek nem nagyon tetszik, amit fia kastélyában talál.

## Szereplők
| Szereplő             | Eredeti hang       | Magyar hang                                 | Faj               |
| -------------------- | ------------------ | ------------------------------------------- | ----------------- |
| Drakula              | Adam Sandler       | Csőre Gábor                                 | vámpír            |
| Jonatán              | Andy Samberg       | Berkes Bence                                | ember             |
| Mavis                | Selena Gomez       | Gulás Fanni                                 | vámpír            |
| Frankenstein         | Kevin James        | Horváth Gergely                             | szörny            |
| Wayne                | Steve Buscemi      | Epres Attila                                | vérfarkas         |
| Griffin              | David Spade        | Rajkai Zoltán                               | láthatatlan ember |
| Murray               | Keegan-Michael Key | Takátsy Péter                               | múmia             |
| Dennis               | Asher Blinkoff     | Pál Dániel Máté                             | damfír            |
| Eunice               | Fran Drescher      | Szirtes Ági                                 | szörny            |
| Wanda                | Molly Shannon      | Kisfalvi Krisztina                          | vérfarkas         |
| Winnie               | Sadie Sandler      | Szűcs Anna Viola                            | vérfarkas         |
| Linda                | Megan Mullally     | Für Anikó                                   | ember             |
| Mike                 | Nick Offerman      | Schneider Zoltán                            | ember             |
| Vlad                 | Mel Brooks         | Beregi Péter                                | vámpír            |
| Béla                 | Rob Riggle         | Törköly Levente                             | óriásdenevér      |
| Dana                 | Dana Carvey        | Fekete Zoltán                               | vámpír            |
| Süti                 | Chris Kattan       | Kossuth Gábor (szörny) Kaszás Gergő (ember) | ember             |
| Az Operaház fantomja | Jon Lovitz (ének)  | Mikó István (ének)                          | fantom            |
| Zsugorfejek          | Luenell            | Ganxsta Zolee                               | zsugorfejek       |
| Troy                 | Ethan Smigel       | Ács Balázs                                  | ember             |
| Légy                 | Chris Parnell      | Bolla Róbert                                | légy              |
| Marty                | Robert Smigel      | saját hangján                               | szörny            |
| Háromszemű Harry     | Robert Smigel      | Imre István                                 | szörny            |
| Navigátor            | Robert Smigel      | Bácskai János                               | okostelefon       |
| Turista sofőr        | Jared Sandler      | Bor László                                  | ember             |
| Turista utas         | Melissa Sturm      | Sipos Eszter Anna                           | ember             |
| Caren                | Melissa Sturm      | Pálmai Anna                                 | ember             |
| Futólány #1          | Melissa Sturm      | Csuha Bori                                  | ember             |
| Futólány #2          | Jennifer Lyter     | Kis-Kovács Luca                             | ember             |
| Pandragora           | Paul Brittain      | Zámbori Soma                                | szörny            |
| Kelsey               | Nick Swardson      | Suhajda Dániel                              | ember             |
| Kal                  | Doug Dale          | Honti Molnár Gábor                          | ember             |
| Jegykiadó hölgy      | Rose Abdoo         | Sági Tímea                                  | ember             |
| Pufi                 | Jonny Solomon      | (saját hangján)                             | Paca              |
| Páncélruha           | N/A                | Láng Balázs                                 | páncél            |
| Yeti                 | N/A                | Galambos Péter                              | jeti              |
| Szülész orvos        | N/A                | Jakab Csaba                                 | szörny            |
| Hangoskönyv          | N/A                | Pupos Tímea                                 | oktató CD         |
| Pók                  | N/A                | Kossuth Gábor                               | Madárpók          |

További magyar hangok: Azurák Zsófia, Bárány Virág, Berecz Uwe, Csépai Eszter, Elek Ferenc, Ficzere Béla, Gardi Tamás, Gergely Ádám, Gergely Ákos, Gergely Attila, Gyarmati Laura, Kálmán Barnabás, Katona Zoltán, Király Adrián, Martin Adél, Minárovits Péter, Pál Zsófia, Pupos Tímea, Renácz Zoltán, Seres Dániel, Solymosi Máté, Sörös Miklós, Straub Martin, Szokol Péter, Téglás Judit, Varga Lili

## Televíziós megjelenések
- HBO, HBO 2, HBO 3, Digi Film
- Sony Movie Channel, Super TV2, Cool TV, RTL